# Jørgen Christian Hansen
Jørgen Christian Hansen, född den 24 maj 1812 i Köpenhamn, död där den 24 februari 1880, var en dansk sångare.
Hansen debuterade 1832. I sin första större roll, Hans Heiling (1836), vann han stormande bifall. Han blev 1839 kunglig skådespelare och var ända till sin avgång från scenen (1870) publikens gunstling. Hans mjuka och klangfulla baryton hade en ovanligt hjärtevinnande timbre. Hansen uppträdde i omkring 150 roller, bland dem Don Juan, Vilhelm Tell, Figaro, Simeon i "Josef i Egypten" och Agamemnon i "Ifigenia i Aulis". Ett stort namn förvärvade han sig som romanssångare. Hansen blev 1852 kunglig kammarsångare.